# غرديناوية
الغرديناوية (الاسم العلمي: Gardenieae) هي قبيلة من النباتات تتبع الفصيلة الفوية من الرتبة الجنطيانيات.

## أجناس الغارديناوية
- الغردينية